# 第四代克拉伦登伯爵乔治·维利尔斯
第四代克拉伦登伯爵乔治·威廉·弗雷德里克·维利尔斯 KG，KP，GCB，PC（英语：George William Frederick Villiers, 4th Earl of Clarendon，1800年1月12日—1870年6月27日）是来自维利尔斯家族的一位英国外交官和政治家。
作为其杰出外交生涯的一部分，他曾三度担任外交大臣。维利尔斯是结束克里米亚战争而召开的巴黎会议中的主要英方代表。

## 背景和教育
维利尔斯出生于伦敦，是乔治·维利尔斯和特蕾莎·帕克的儿子。他十六岁时升入剑桥，并于1816年6月29日进入圣约翰学院。1820年，作为伯爵的长子，根据当时的大学章程，他得以攻读硕士学位。

## 职业生涯
同年，维利尔斯被任命为英国驻圣彼得堡大使馆随员。他在那里呆了三年，并获得了对他未来职业生涯有帮助的外交实践知识。大英百科全书称他是“一个异常英俊的人，演讲时优美而引人入胜，有着对语言的熟练掌握，以及非凡的写作能力”。1823年返回英国后，他被任命为海关专员，并在这个岗位上任职约十年。1831年，他被派往法国，试图谈判一项商业条约，但徒劳无功。

### 驻西班牙大使
1833年8月16日，维利尔斯被任命驻西班牙大使。费尔南多七世在维利尔斯抵达马德里后的一个月内就去世了，当时两岁的女王伊莎贝拉根据西班牙古老的女性继承习俗继承了王位，但她的继位受到了已故国王的兄弟唐·卡洛斯的挑战。唐·卡洛斯援引波旁王朝的萨利克法，但费尔南多在女儿出生前就放弃了该法。伊莎贝拉二世和她的母亲、摄政王克里斯蒂娜，成为君主立宪制的代表，唐·卡洛斯则代表天主教专制主义。自1830年法国革命以来，欧洲的专制权力与宪法权力之间的冲突在西班牙爆发为内战，根据1834年4月22日签署的四重条约，法国和英国承诺捍卫宪法及西班牙和葡萄牙的王位。六年来，维利尔斯代表英国政府继续援助西班牙自由党政府。他被不公正地指控支持拉格兰哈的革命，这场革命将克里斯蒂娜王太后赶出王国，并将埃斯帕特罗提升为摄政王。毫无疑问，他支持自由党领袖，如埃斯帕特罗，反对法国宫廷的阴谋；但英国政府的目标是在真正的民族和自由主义基础上确立伊莎贝拉为女王，并保护她免受最终破坏其政权的外国影响。
从1820年起，奴隶制在西班牙殖民地被宣布为非法，但该制度仍未根除。维利尔斯在泰晤士报记者大卫·特恩布尔的帮助下，将奴隶制从西班牙殖民地中清除。1835年，西班牙人重申了他们结束奴隶制的承诺。

### 继承伯爵领地，内阁职务
维利尔斯于1838年获得巴斯勋章，以表彰他在西班牙任职所做的贡献。他还在他的叔叔去世后继承了克拉伦登伯爵的头衔。次年，离开马德里后，他娶了一位年轻的寡妇，凯瑟琳·福斯特-巴勒姆夫人，她是第一代维鲁拉姆伯爵詹姆斯·格里姆斯顿的长女。
1840年1月，他进入墨尔本勋爵的辉格党政府担任掌玺大臣，从同年秋天霍兰德勋爵去世后，他还担任兰开斯特公国大臣一职，直到1841年该部被解散。克拉伦登和霍兰德认为，友好的英法关系对于促进欧洲的和平与自由主义很重要。克拉伦登不情愿地支持外交大臣巴麥尊子爵亨利·坦普爾将亲法国的埃及穆罕默德·阿里驱逐出叙利亚，但他并没有辞职，因为这可能会破坏他最近加入的内阁。

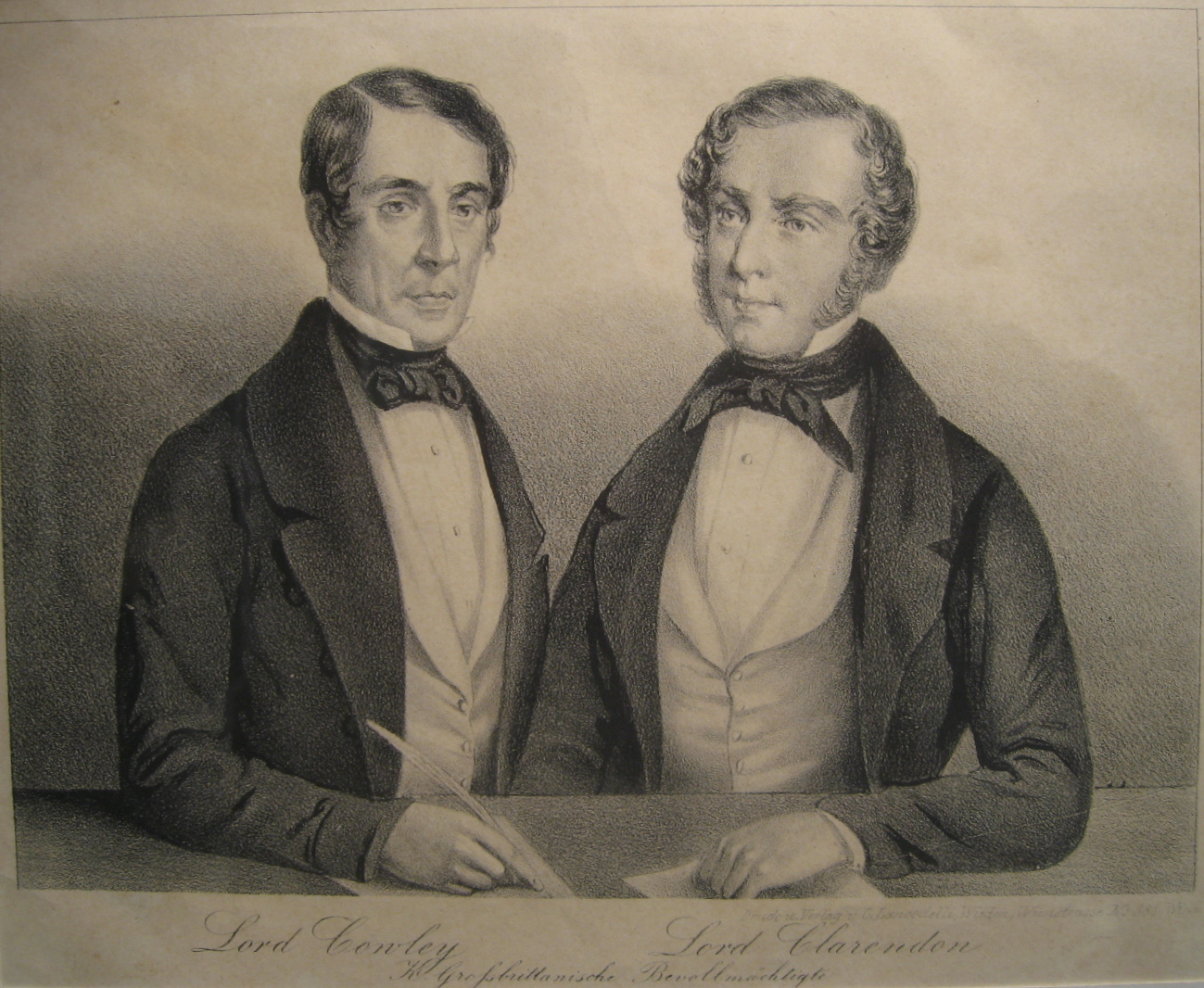
克拉伦登伯爵（右）与考利勋爵（左）

在罗伯特·皮尔爵士执政期间（1841-1846年），克拉伦登对自由贸易的胜利和废除谷物法产生了浓厚的兴趣，他的弟弟查尔斯·佩勒姆·维利尔斯是谷物法最早的拥护者之一。克拉伦登在1846年约翰·罗素勋爵的第一届政府中接受了贸易委员会主席一职。

### 爱尔兰中尉
克拉伦登曾两次获得印度总督职位和一次加拿大总督职位，但他拒绝了，因为这意味着要离开英国和欧洲政坛。
1847年，克拉伦登被说服接受爱尔兰总督一职。内阁希望废除该职位并转变为爱尔兰国务卿。克拉伦登在大饥荒的第二年到达爱尔兰，此时农业犯罪增加了两倍，天主教神职人员公开敌视，政府需要采取非常措施来保持控制权。1848年的法国革命引发了进一步的动乱，最终引发一场失败的叛乱。克拉伦登此后一直担任爱尔兰总督，直到1852年。1848年9月，女王在议会两院的演讲中明确认可了克拉伦登的贡献——这是第一次有公务员获得这一荣誉；1849年3月23日，克拉伦登被授予嘉德勋章（此时通过特殊命令，克拉伦登还保留了巴斯勋章）。

## 外交大臣

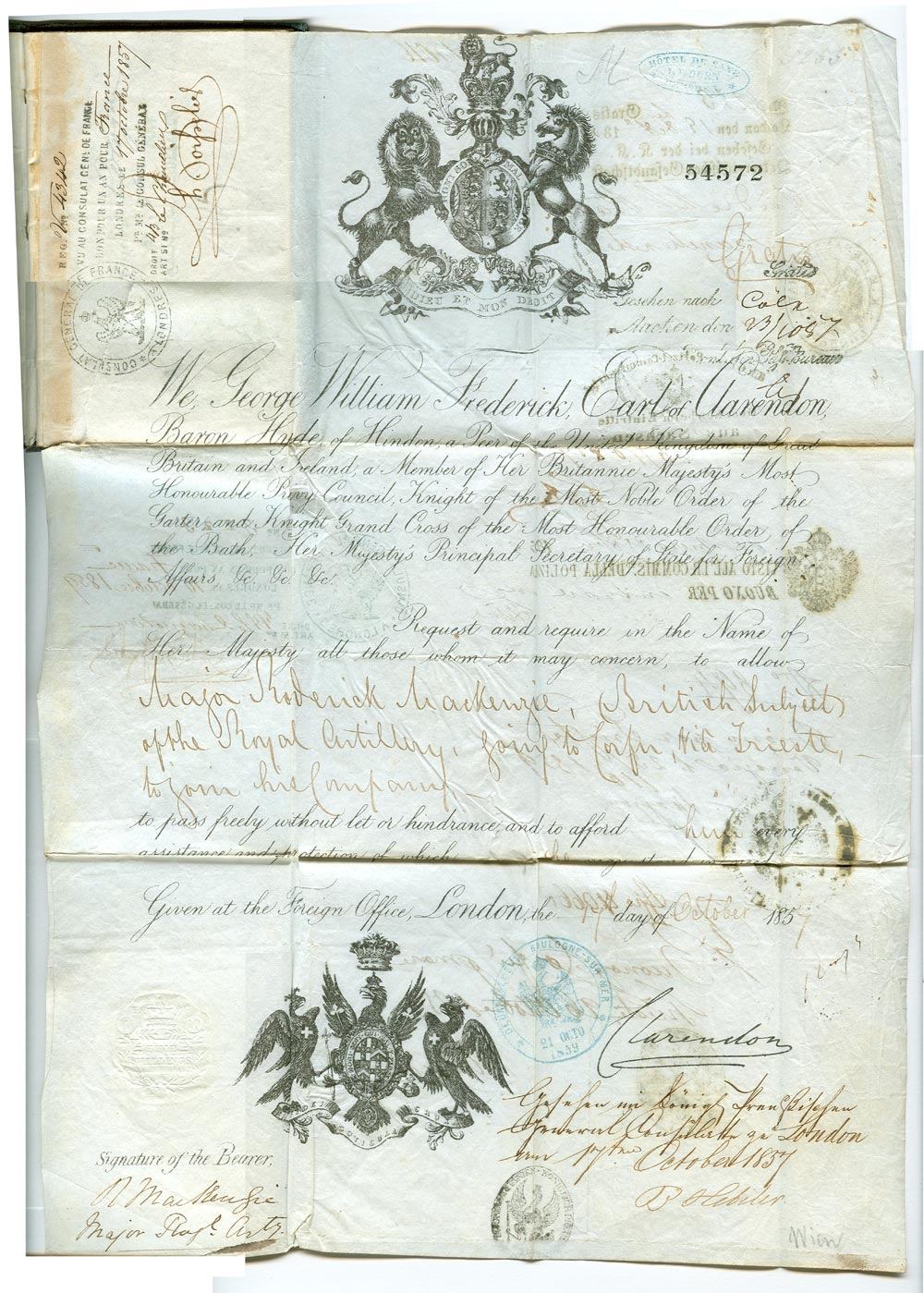
1857年签署的克拉伦登军事护照

1853年1月，克拉伦登接替约翰·罗素勋爵担任阿伯丁勋爵政府的外交大臣，该部于去年12月刚刚成立。此时，英国已经卷入克里米亚战争。克拉伦登不负责发动战争，但他支持并与法国皇帝拿破仑三世和他从小就在西班牙认识的欧仁妮皇后保持着密切的关系。沙皇尼古拉一世则不相信法国和英国可以成功地合作对抗俄罗斯。
当克里米亚战争于1856年结束时，克拉伦登勋爵作为第一位英国全权代表出席了巴黎会议并谈判和平条约，这是自卡斯尔雷勋爵出席维也纳会议以来，英国外交大臣第一次亲自出席如此级别的会议。克拉伦登的首要任务是确保皮埃蒙特-撒丁作为同盟国加入会议，并将保持中立的普鲁士排除在外。克拉伦登确保盟军坚持要中和黑海，并且阻止俄罗斯试图保留南比萨拉比亚的企图。于此同时，此次会议急于转向其他话题，也许其最重要的成就，著名的海上强国宣言，该宣言废除了私掠，确定了封锁权，并将俘获权限制在敌舰上的敌方财产上。克拉伦登被指控放弃了基于欧洲旧海事法的英国交战权。但他的行动得到了英国内阁的同意，英国内阁认为，保持旧制度将会容易让英国庞大的商船队受到攻击，即使是海上第二强国的巡洋舰也会受到攻击，如果对中立国强硬执行，这对英国不利。
当帕默斯顿勋爵在1859年组建自由党政府时，约翰·罗素勋爵表示只有担任外交大臣的情况下才同意继续在内阁任职，因此没有适合克拉伦登的高级职位。克拉伦登于1864年5月以兰开斯特公国大臣的身份重新进入内阁。他在罗素的第二届政府（1865-66年）中第二次担任外交大臣，并在1868年格莱斯顿政府成立的初期第三次担任外交大臣。1870年6月27日，他在岗位上去世。

## 家庭

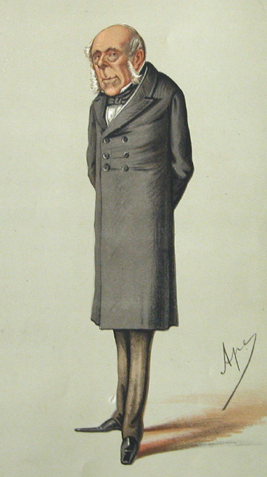
卡罗·佩莱格里尼所作的乔治·维利尔斯，1869年

1839年6月4日，维利尔斯与丧偶的凯瑟琳·福斯特-巴勒姆夫人结婚，并育有八个孩子：
- 康斯坦斯·维利尔斯夫人（1840–1922年），与第十六代德比伯爵弗雷德里克·斯坦利结婚
- 爱丽丝·维利尔斯夫人（1841–1897年）
- 艾米莉·特蕾莎夫人（1843–1927年）
- 海德勋爵爱德华·海德（1845–1846年）
- 第五代克拉伦登伯爵爱德华·维利尔斯（1846–1914年）
- 乔治·帕特里克·海德（1847–1892年）
- 弗洛伦斯·玛格丽特夫人（1850–1851年）
- 弗朗西斯·海德·维利尔斯（1852-1925年）

## 引注
1. ↑  . . University of Cambridge.
2. 1 2 3 4 5 6 7 8 9 10   此句或之前多句包含来自公有领域出版物的文本: Chisholm, Hugh (编). .  6 (第11版). London: Cambridge University Press: 434–435. 1911.
3. ↑  Manuel Llorca-Jaña, 'Turnbull, David (1793?–1851)’, Oxford Dictionary of National Biography, Oxford University Press, Oct 2009 accessed 1 Aug 2014

## 延伸阅读
- Hamilton, John Andrew. . Lee, Sidney  (编).  58. London: Smith, Elder & Co: 347–350. 1899.
- David Steele. "Villiers, George William Frederick, fourth earl of Clarendon" Dictionary of National Biography (2009) doi:10.1093/ref:odnb/28297
- Cecil, Algernon. British Foreign Secretaries 1807-1916 (1927) pp 220–255. online
- Sir Herbert Eustace Maxwell: The Life and letters of George William Frederick 4. Earl of Clarendon. London: Arnold, 1913. online
- George Villiers Clarendon: First report on the commercial relations between France and Great Britain, addressed to ... the lords of the committee of privy council for trade and plantations: with a supplementary report, by John Bowring. London, 1834